# Aeletes franzi
Aeletes franzi är en skalbaggsart som beskrevs av Yves Gomy 1984. Aeletes franzi ingår i släktet Aeletes och familjen stumpbaggar. Inga underarter finns listade i Catalogue of Life.